# クヴァレリ
クヴァレリ（グルジア語: ყვარელი、グルジア語ラテン翻字: Qvareli、グルジア語発音: [qʼvɑrɛli]）は、ジョージアのカヘティ州北東部にある都市。大コーカサス山脈の麓の丘陵地帯を通るアラザニ川の谷地に位置する。ジョージア人作家イリヤ・チャフチャヴァーゼの生誕地として知られ、彼の要塞化された自邸は地域博物館として保存されている。
クヴァレリはワイン生産の中心地域であり、この町で収穫されるサペラヴィ種を使用したキンズマラウリ・ワインが名産となっている。

## 主な出身者
- イリヤ・チャフチャヴァーゼ - 作家、詩人
- コテ・マージャニッシュビリ（英語版） - 映画監督
- ズラブ・アデイシヴィリ - 弁護士、政治家